# Międzynarodowy Festiwal Pieśni Chóralnej w Międzyzdrojach
Międzynarodowy Festiwal Pieśni Chóralnej w Międzyzdrojach odbywa się nieprzerwanie od 1966 roku. W 2025 r. wydarzenie obchodzi 60. rocznicę, z której okazji na festiwalu wystąpi ponad 400 chórzystów z wielu państw wokół globu.

## Organizatorzy
Organizatorami festiwalu są:
- Stowarzyszenie Przyjaciół MFPCH w Międzyzdrojach,
- Urząd Miasta w Międzyzdrojach
- Polski Związek Chórów i Orkiestr Oddział w Szczecinie

## Uczestnicy
Chóry amatorskie z kraju i zagranicy.
Uczestnicy występują w kategoriach: „A” - chóry mieszane, żeńskie, męskie, młodzieżowe oraz „B” - chóry dziecięce do 16. lat. Osobnym konkursem w ramach Festiwalu jest Musica Sacra.

## Laureaci
Nagrodą główną jest Grand Prix Festiwalu. Ponadto przydzielane są jeszcze nagrody: Złoty Dyplom, Srebrny Dyplom i Brązowy Dyplom a także Dyplom Uczestnictwa.
W konkursie Musica Sacra - Bursztynowa Aureola św. Piotra Apostoła.

### Bursztynowa Aureola
- 2009 - Chór Kameralny „Akolada” Bydgoskiej Szkoły Wyższej
- 2007 - Chór żeński „Csokonay” Uniwersytetu w Kaposvar (Węgry)
- 2006 - Chór Akademii Medycznej w Białymstoku
- 2001 - Chłopięcy Chór Pueri Cantores Sancti Nicolai z Bochni

### Grand Prix
- 2011 - Chór mieszany I Liceum Ogólnokształcącego im. Adama Mickiewicza oraz Gimnazjum nr 1 w Głubczycach
- 2009 - Chór Kameralny „Akolada” Bydgoskiej Szkoły Wyższej
- 2007 - nagrody nie przyznano
- 2006 - Kameralny Zespół Muzyki Północno-Wschodniey i Popołudniowey PRO FORMA z Olsztyna